# Felix Drahotta
Felix Drahotta (født 1. januar 1989 i Rostock, Østtyskland) er en tysk roer og firedobbelt verdensmester.
Drahotta vandt en sølvmedalje ved OL 2016 i Rio de Janeiro, som del af den tyske otter. Resten af besætningen bestod af Maximilian Munski, Andreas Kuffner, Eric Johannesen, Maximilian Reinelt, Malte Jakschik, Richard Schmidt, Hannes Ocik og styrmand Martin Sauer. Der deltog i alt syv både i konkurrencen, hvor Storbritannien vandt guld, mens Holland tog bronzemedaljerne.
Drahotta har desuden vundet hele fire EM-guldmedaljer i den tyske otter, i henholdsvis 2013, 2014, 2015 og 2016, samt tre VM-sølvmedaljer i samme disciplin.

## OL-medaljer
- 2016:  Sølv i otter